# World Games 2025/Muay Thai
Bei den World Games 2025 in Chengdu wurden vom 8. bis 10. August 6 Wettbewerbe im Muay Thai ausgetragen. Austragungsort war das Sichuan Gymnasium.

## Bilanz

### Medaillenspiegel
| Platz  | Land                           | Gold | Silber | Bronze | Gesamt |
| ------ | ------------------------------ | ---- | ------ | ------ | ------ |
| 1      | China                          | 2    | –      | 1      | 3      |
| –      | Individuelle Neutrale Athleten | 1    | –      | –      | 1      |
| 2      | Mexiko                         | 1    | –      | –      | 1      |
| 2      | Moldau                         | 1    | –      | –      | 1      |
| 2      | Ukraine                        | 1    | –      | –      | 1      |
| 5      | Thailand                       | –    | 1      | 1      | 2      |
| 6      | Israel                         | –    | 1      | –      | 1      |
| 6      | Italien                        | –    | 1      | –      | 1      |
| 6      | Polen                          | –    | 1      | –      | 1      |
| 6      | Türkei                         | –    | 1      | –      | 1      |
| 6      | Vereinigte Staaten             | –    | 1      | –      | 1      |
| 11     | Frankreich                     | –    | –      | 1      | 1      |
| 11     | Marokko                        | –    | –      | 1      | 1      |
| 11     | Slowakei                       | –    | –      | 1      | 1      |
| 11     | Ungarn                         | –    | –      | 1      | 1      |
| Gesamt | Gesamt                         | 6    | 6      | 6      | 18     |

### Medaillengewinner
Männer
| Disziplin        | Gold                         | Silber                  | Bronze                 |
| ---------------- | ---------------------------- | ----------------------- | ---------------------- |
| Combat bis 57 kg | Dmytro Schelesko (UKR)       | Ruach Gordon (ISR)      | Daren Rolland (FRA)    |
| Combat bis 71 kg | Konstantin Schachtarin (AIN) | Gianluca Franzosi (ITA) | Norbert Spéth (HUN)    |
| Combat bis 86 kg | Artiom Livadari (MDA)        | Aaron Ortiz (USA)       | Zhang Chengcheng (CHN) |

Frauen
| Disziplin        | Gold               | Silber                    | Bronze                       |
| ---------------- | ------------------ | ------------------------- | ---------------------------- |
| Combat bis 48 kg | Liu Xiaohui (CHN)  | Miss Kullanat Aonok (THA) | Oumaima Belouarrat (MAR)     |
| Combat bis 54 kg | Laura Burgos (MEX) | Martyna Kierczyńska (POL) | Monika Chochlíková (SVK)     |
| Combat bis 60 kg | Han Xin (CHN)      | Kübra Kocakuş (TUR)       | Kaewrudee Kamtakrapoom (THA) |